# Tarczyn (gmina)
Tarczyn (daw. gmina Komorniki) – gmina miejsko-wiejska w województwie mazowieckim, w powiecie piaseczyńskim (w latach 1999–2002 należała do powiatu grójeckiego). W latach 1975–1998 gmina położona była w województwie warszawskim.
Siedziba gminy to Tarczyn.
Według danych z 31 grudnia 2017 gminę zamieszkiwało 11 415 osób. Natomiast według danych z 31 grudnia 2019 roku gminę zamieszkiwało 11 567 osób.

## Struktura powierzchni
Według danych z roku 2005 gmina Tarczyn ma obszar 114,15 km², w tym:
- użytki rolne: 75%
- użytki leśne: 14%

Gmina stanowi 8,25% powierzchni powiatu.

## Położenie
Gmina Tarczyn znajduje się w południowej części województwa mazowieckiego, w powiecie piaseczyńskim. Graniczy z gminami: Żabia Wola, Nadarzyn, Lesznowola, Piaseczno, Prażmów, Pniewy i Grójec. Wschodnią granicę wyznacza rzeka Jeziorka.
Gmina leży na pograniczu Równiny Łowicko-Błońskiej, Równiny Warszawskiej i Wysoczyzny Rawskiej. Część obszaru gminy należy do Warszawskiego Obszaru Chronionego Krajobrazu i
Chojnowskiego Parku Krajobrazowego.

## Demografia
Dane z 31 grudnia 2017:
| Opis                              | Ogółem | Ogółem | Kobiety | Kobiety | Mężczyźni | Mężczyźni |
| --------------------------------- | ------ | ------ | ------- | ------- | --------- | --------- |
| Jednostka                         | osób   | %      | osób    | %       | osób      | %         |
| Populacja                         | 11 415 | 100    | 5827    | 51,0    | 5588      | 49,0      |
| Gęstość zaludnienia [mieszk./km²] | 100,0  | 100,0  | 51,0    | 51,0    | 49,0      | 49,0      |

- Piramida wieku mieszkańców gminy Tarczyn w 2014 roku[9]

## Edukacja
- Publiczne Liceum im. Ireny Sendlerowej w Tarczynie, ul. Księdza Czesława Oszkiela 1
- Zespół Szkół im. Szarych Szeregów w Tarczynie, ul. Szarych Szeregów 8
- Publiczna Szkoła Podstawowa im. Juliana Stępkowskiego w Tarczynie, ul. J. Stępkowskiego 11
- Zespół Szkół Szkoła Podstawowa i Gimnazjum im. Wojciecha Górskiego w Pamiątce, ul. A. i W. Górskich
- Publiczna Szkoła Podstawowa im. Józefa Chełmońskiego w Suchostrudze, ul. Szkolna 20
- Publiczna Szkoła Podstawowa im. Mieczysława Kaczyńskiego w Pracach Małych, ul. Piaseczyńska 34

## Media Lokalne
- powiat-piaseczynski.info – serwis informacyjny dla mieszkańców Powiatu Piaseczyńskiego
- Piaseczno Sport News – sportowy serwis informacyjny powiatu piaseczyńskiego[10]

## Sołectwa
Borowiec, Bystrzanów, Gąski, Gładków, Grzędy, Janówek, Jeziorzany, Jeżewice, Józefowice, Kawęczyn, Kolonia Prace Duże, Kolonia Wola Przypkowska, Komorniki, Kopana, Korzeniówka-Marylka, Kotorydz, Księżak, Many, Marianka, Nosy, Pawłowice, Prace Duże, Prace Małe, Przypki, Racibory, Rembertów, Ruda, Stefanówka, Suchodół, Suchostruga, Świętochów, Werdun, Wola Przypkowska, Wólka Jeżewska, Wylezin.
Pozostałe miejscowości podstawowe: Drozdy, Księżowola i Nowe Racibory.

## Sąsiednie gminy
Grójec, Lesznowola, Nadarzyn, Piaseczno, Pniewy, Prażmów, Żabia Wola